# Chris Stumpf
Chris Stumpf (ur. 28 sierpnia 1994) – luksemburski piłkarz występujący na pozycji obrońcy w luksemburskim klubie F91 Dudelange.

## Kariera klubowa

### UN Käerjéng 97
1 lipca 2013 został przeniesiony z zespołu juniorskiego do pierwszej drużyny UN Käerjéng 97. Zadebiutował 19 sierpnia 2012 w meczu Nationaldivisioun przeciwko FC Differdange 03 (2:2). Pierwszą bramkę zdobył 21 lutego 2016 w meczu ligowym przeciwko Swift Hesperange (5:0). W sezonie 2014/15 wraz z zespołem spadł z ligi, po porażce w meczu barażowym z UNA Strassen (0:3). Rok później, w sezonie 2015/16 z powrotem awansował do najwyższej klasy rozgrywkowej zdobywając Mistrzostwo Éierepromotioun.

### US Hostert
1 lipca 2016 podpisał kontrakt z US Hostert. Zadebiutował 21 sierpnia 2016 w meczu Éierepromotioun przeciwko FC Atert Bissen (4:1). Pierwszą bramkę zdobył 11 września 2016 w meczu ligowym przeciwko FF Norden 02 (1:5). W sezonie 2016/17 po wygranym barażu z Jeunesse Canach (2:2, k. 2:4), awansował do Nationaldivisioun. W nowej lidze zadebiutował 4 sierpnia 2017 w meczu przeciwko F91 Dudelange (2:1).

### F91 Dudelange
1 lipca 2019 przeszedł do klubu F91 Dudelange. Zadebiutował 9 lipca 2019 w meczu kwalifikacji do Ligi Mistrzów przeciwko Valletta FC (2:2). W lidze zadebiutował 4 sierpnia 2019 w meczu przeciwko Blue Boys Muhlenbach (3:1).

## Statystyki
(aktualne na dzień 9 sierpnia 2020)
| Klub               | Sezon              | Liga               | Liga  | Liga   | Puchar kraju | Puchar kraju | Europa | Europa | Suma  | Suma   |
| Klub               | Sezon              | Liga               | Mecze | Bramki | Mecze        | Bramki       | Mecze  | Bramki | Mecze | Bramki |
| ------------------ | ------------------ | ------------------ | ----- | ------ | ------------ | ------------ | ------ | ------ | ----- | ------ |
| UN Käerjéng 97     | 2012/13            | Nationaldivisioun  | 3     | 0      | –            | –            | –      | –      | 3     | 0      |
| UN Käerjéng 97     | 2013/14            | Nationaldivisioun  | 13    | 0      | 1            | 0            | –      | –      | 14    | 0      |
| UN Käerjéng 97     | 2014/15            | Nationaldivisioun  | 25    | 0      | 1            | 0            | –      | –      | 26    | 0      |
| UN Käerjéng 97     | 2015/16            | Éierepromotioun    | 5     | 1      | 1            | 0            | –      | –      | 6     | 1      |
| UN Käerjéng 97     | Ogólnie            | Ogólnie            | 46    | 1      | 3            | 0            | 0      | 0      | 49    | 1      |
| US Hostert         | 2016/17            | Éierepromotioun    | 25    | 1      | 3            | 1            | –      | –      | 28    | 2      |
| US Hostert         | 2017/18            | Nationaldivisioun  | 21    | 0      | 5            | 1            | –      | –      | 26    | 1      |
| US Hostert         | 2018/19            | Nationaldivisioun  | 25    | 1      | 2            | 0            | –      | –      | 27    | 1      |
| US Hostert         | Ogólnie            | Ogólnie            | 71    | 2      | 10           | 2            | 0      | 0      | 81    | 4      |
| F91 Dudelange      | 2019/20            | Nationaldivisioun  | 1     | 0      | 1            | 0            | 1      | 0      | 3     | 0      |
| F91 Dudelange      | Ogólnie            | Ogólnie            | 1     | 0      | 1            | 0            | 1      | 0      | 3     | 0      |
| Ogólnie w karierze | Ogólnie w karierze | Ogólnie w karierze | 118   | 3      | 14           | 2            | 1      | 0      | 133   | 5      |

## Sukcesy
UN Käerjéng 97
- Mistrzostwo Éierepromotioun (1×): 2015/2016

## Życie prywatne
Jego brat Denis również jest piłkarzem, występuje w klubie Union Titus Pétange na pozycji pomocnika.